# Tåtlar
Tåtlar (Deschampsia) är ett släkte av gräs med omkring 40 arter världen över. Tåtlar ingår i familjen gräs.
De ingående arterna är fleråriga gräs som växer tuvade och ofta har yviga vippor. Till släktet hör bland annat de vanliga gräsen tuvtåtel och kruståtel. Exempel på andra hithörande arter som förekommer i Sverige är gultåtel, sjötåtel och fjälltåtel. Till släktet hör också exempelvis den låga Deschampsia antarctica, som är en av de två blomväxter som förekommer på Antarktis.
Släktet har fått sitt vetenskapliga namn efter Jean Louis Auguste Loiseleur-Deslongchamps, en fransk botaniker.

## Bildgalleri

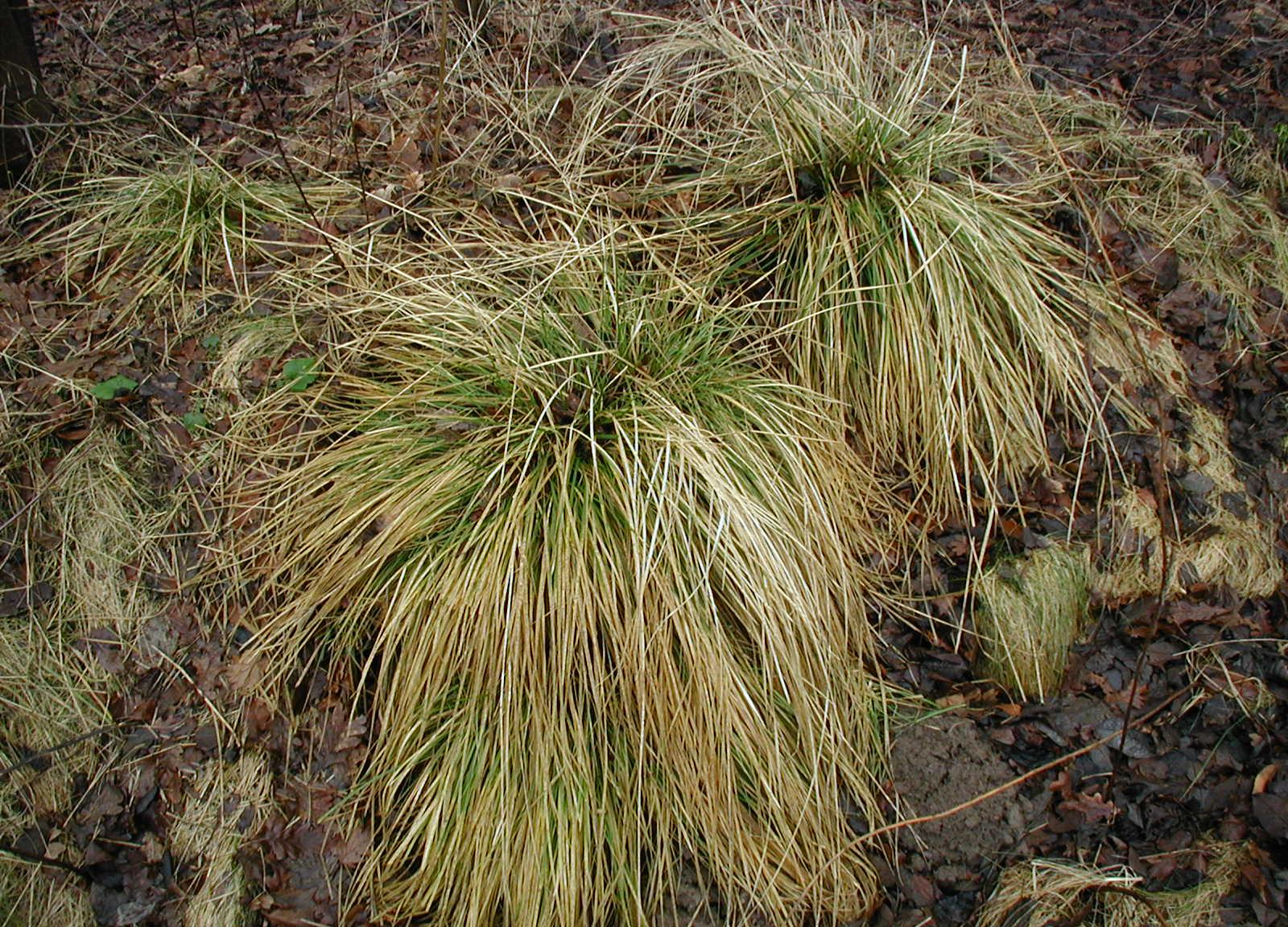
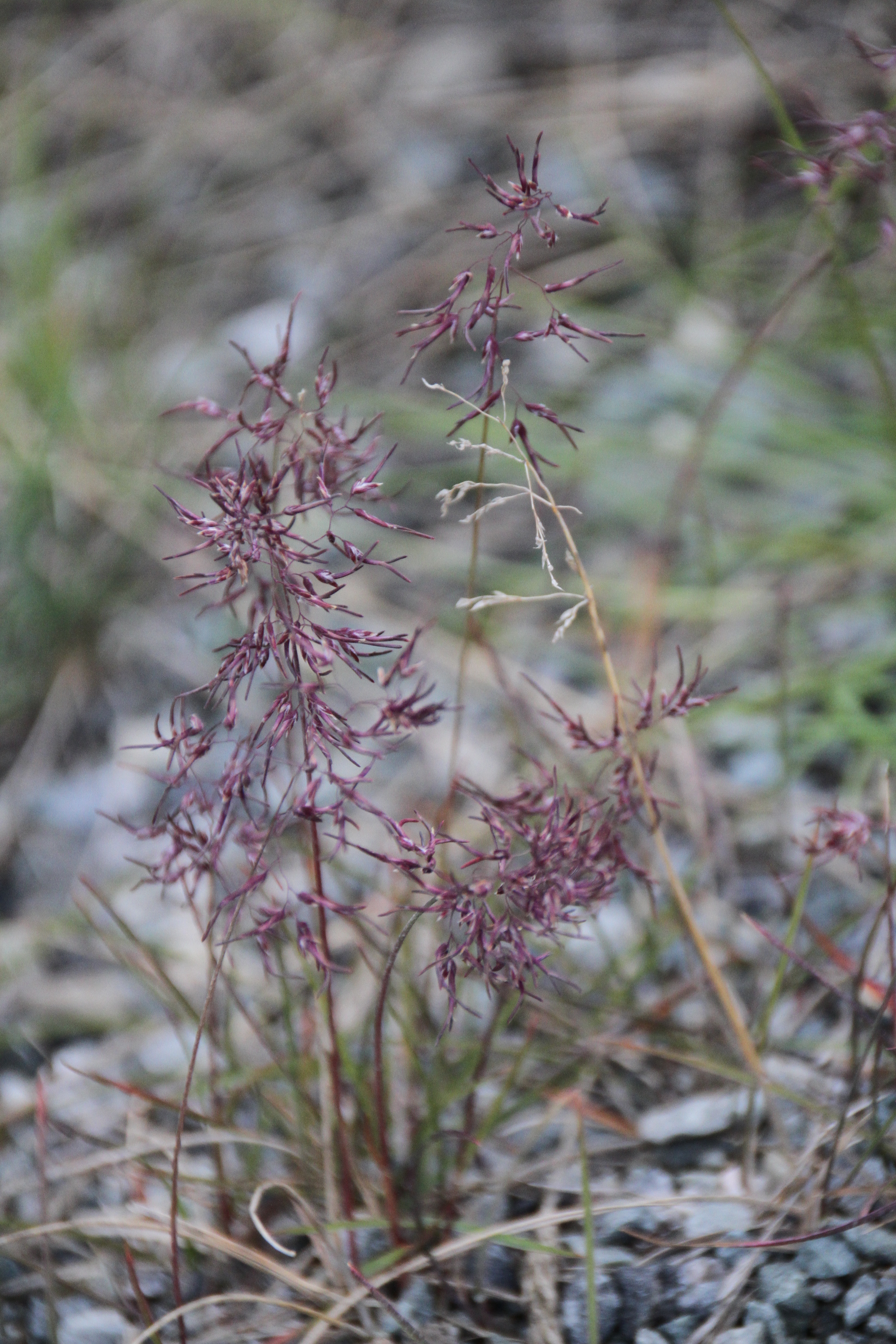
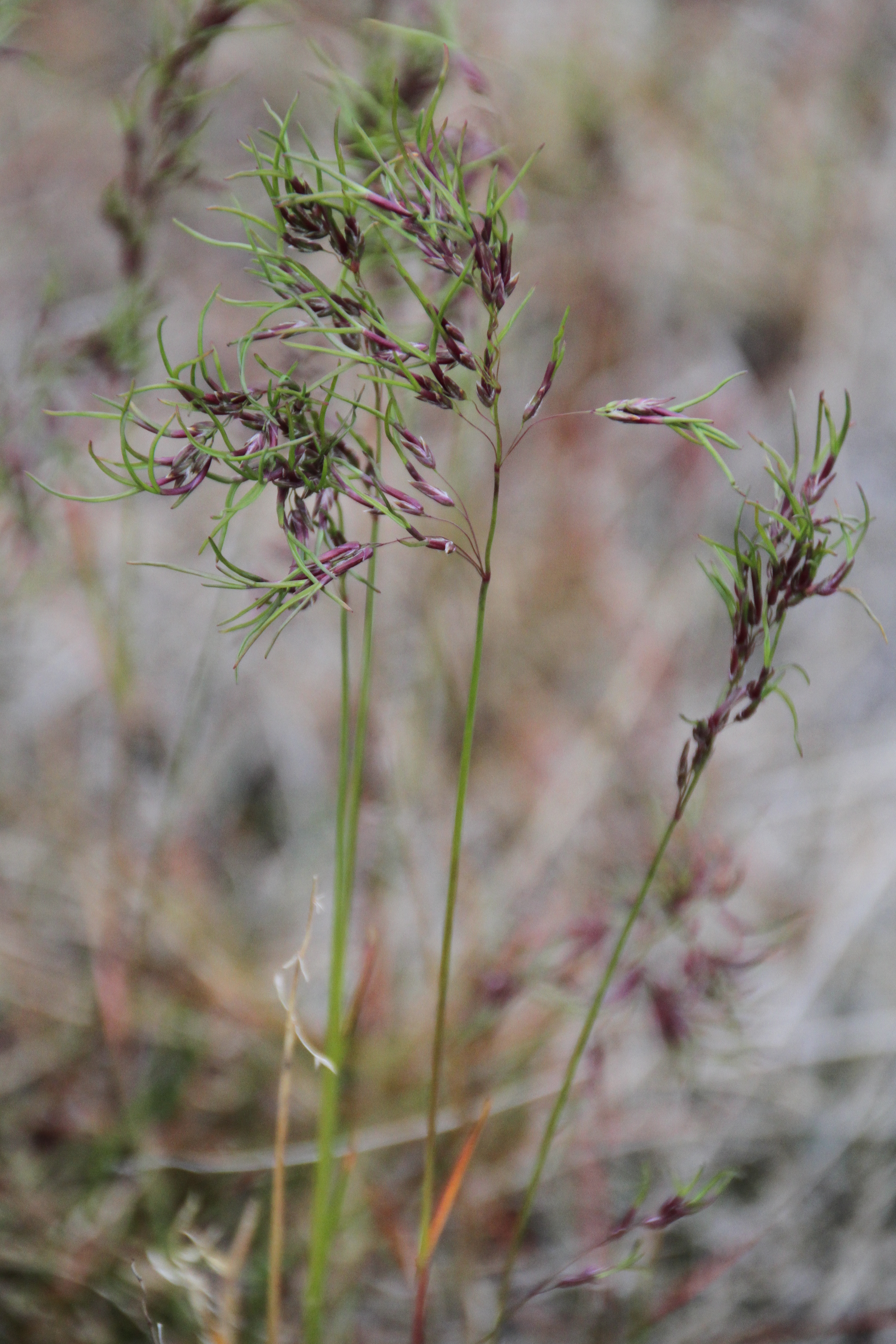
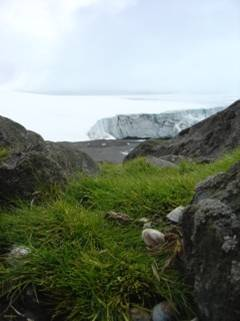
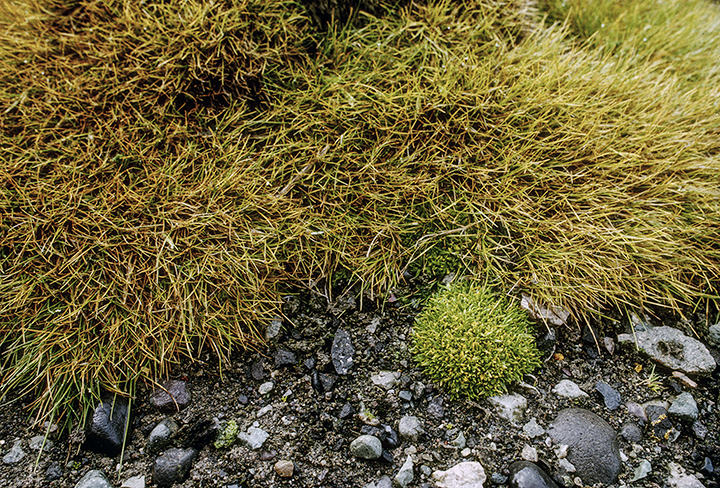
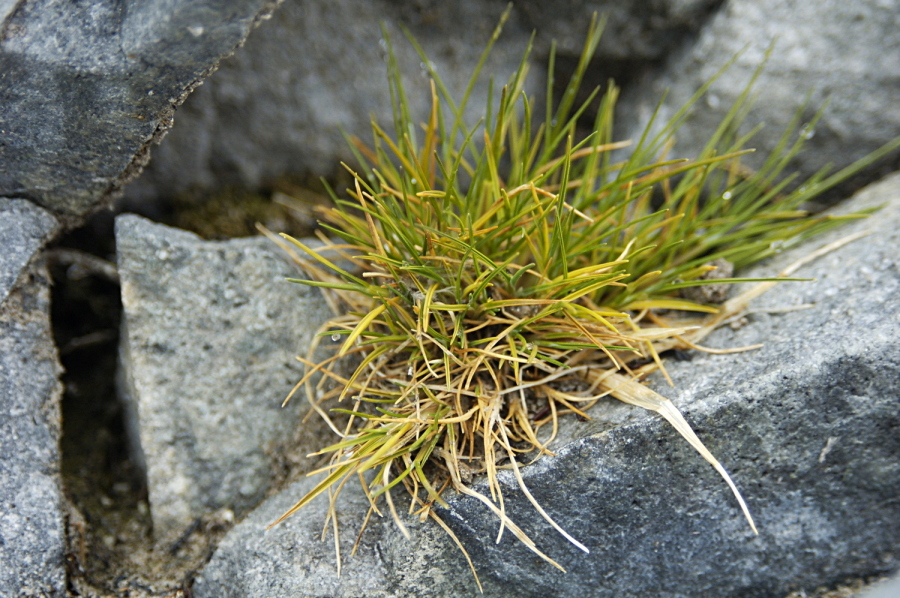

## Dottertaxa till Tåtlar, i alfabetisk ordning[1]
- Deschampsia airiformis
- Deschampsia angusta
- Deschampsia antarctica
- Deschampsia argentea
- Deschampsia atropurpurea
- Deschampsia berteroana
- Deschampsia cespitosa
- Deschampsia chapmanii
- Deschampsia chinensis
- Deschampsia christophersenii
- Deschampsia cordillerarum
- Deschampsia danthonioides
- Deschampsia domingensis
- Deschampsia elongata
- Deschampsia flexuosa
- Deschampsia foliosa
- Deschampsia gracillima
- Deschampsia hybridogena
- Deschampsia kingii
- Deschampsia klossii
- Deschampsia koelerioides
- Deschampsia laxa
- Deschampsia liebmanniana
- Deschampsia ligulata
- Deschampsia looseriana
- Deschampsia maderensis
- Deschampsia media
- Deschampsia mejlandii
- Deschampsia mendocina
- Deschampsia mexicana
- Deschampsia mildbraedii
- Deschampsia minor
- Deschampsia nubigena
- Deschampsia parvula
- Deschampsia patula
- Deschampsia pusilla
- Deschampsia robusta
- Deschampsia setacea
- Deschampsia tenella
- Deschampsia wacei
- Deschampsia venustula